# Claude Allègre
Claude Jean Erneste Allègre (Parigi, 31 marzo 1937 – Parigi, 4 gennaio 2025) è stato un fisico, geologo e politico francese.

## Biografia
Studiò presso l'Università di Parigi, dove conseguì due lauree, in fisica e in geologia, e completò anche il dottorato di ricerca in fisica nel 1962.
Fu assistente di fisica nell'ateneo di formazione dal 1962 al 1968, per poi ricoprire lo stesso incarico presso l'Istituto di Fisica del Globo di Parigi. Nel 1967 divenne direttore del programma di geochimica e cosmochimica presso il Centro nazionale francese per la ricerca scientifica. Nel 1970 prese servizio presso l'Università di Parigi VII. Dal 1971 al 1976 fu direttore del “Dipartimento di Scienze della Terra”, e dal 1976 al 1986 direttore dell'Istituto di Fisica del Globo. Nel 1993 divenne membro dell'Università Denis Diderot.
Fu uno dei primi geochimici ad analizzare campioni di rocce lunari raccolti dalla missione Apollo. Fu autore di un centinaio di articoli e di una dozzina di libri, per lo più sull'evoluzione della Terra, utilizzando soprattutto prove isotopiche.
In politica, come membro del Partito Socialista Francese, fu consigliere speciale di Lionel Jospin presso il Ministero dell'Istruzione dal 1988 al 1992 e Ministro dell'Istruzione, della Ricerca e della Tecnologia nel governo Jospin dal giugno 1997 al marzo 2000.
Fu membro dell'Accademia francese delle scienze dal 1995 e socio straniero dell'Accademia nazionale delle scienze degli Stati Uniti. Fu insignito del Premio Crafoord nel 1986 dalla Royal Swedish Academy of Sciences, del Premio V. M. Goldschmidt nel 1986 dalla Geochemical Society, della Medaglia Wollaston nel 1987 della Geological Society di Londra, della Medaglia d'oro del CNRS nel 1994 e della Medaglia William Bowie nel 1995.
Morì il 4 gennaio 2025, all'età di 87 anni.